# Kolejnice duní
Kolejnice duní je „studiové“ album české undergroundové hudební skupiny The Plastic People of the Universe, nahrané na různých místech v letech 1977-1982. Některé skladby byly nahrány na chalupě Václava Havla na Hrádečku. Václav Havel se recitačně podílel na druhé skladbě.

## Seznam skladeb
1. 100 bodů
2. Dopis Magorovi
3. Phil Esposito
4. Metastáze
5. Kolejnice duní
6. Sociálně blízcí

### Nahráno
- Pravděpodobně dům Václava Havla, Hrádeček, podzim 1977 (1)
- Dům Václava Havla, Hrádeček, květen 1978 (2)
- Byt Věry Jirousové a Jiřího Němce, Praha-Nové Město, 1979 (3)
- Dům rodičů Jana Brabce, Praha-Zbraslav, březen 1982 (4-6)

## Sestava
- Milan „Mejla“ Hlavsa – baskytara (1-2, 4-6), zpěv (1, 3), akustická kytara (3)
- Vratislav Brabenec – altsaxofon (1, 2, 4-6), recitace (2)
- Josef Janíček – klavifon (1, 2, 4-6), zpěv (1), recitace (2)
- Jiří „Kába“ Kabeš – viola (1, 2, 4-6), recitace (2)
- Jan Brabec – bicí a perkuse (1, 2, 4-6)
- Ladislav Leština – housle (2, 4-6)
- Jan Schneider – recitace (2), perkuse (2)
- Ivan Bierhanzl – recitace (2)
- Jaroslav Unger – recitace (2)
- Pavel Zajíček – recitace (2)
- Marie Benetková – sbor (2), recitace (2)
- Věra Jirousová – sbor (2), recitace (2, 3)
- Jiří Němec – recitace (2, 3)
- Václav Havel – recitace (2)
- Eugen Brikcius – recitace (3)
- Vladimír Voják – recitace (3)
- Václav Stádník – flétna (4-6)